# Marcelo Kiremitdjian
Marcelo Kiremitdjian (São Paulo, 6 november 1966) is een voormalig Braziliaans voetballer, bekend onder zijn spelersnaam Marcelo Djian.

## Biografie
Marcelo, die van Armeense afkomst is begon zijn carrière bij Corinthians. In 1988 won hij met de club het Campeonato Paulista en in 1990 de landstitel. In 1993 maakte hij de overstap naar het Franse Olympique Lyon. In 1997 ging hij voor Cruzeiro spelen, tot dusver speelde hij meestal onder de naam Marcelo, maar omdat bij Cruzeiro ook Marcelo Ramos speelde koos hij voor de spelersnaam Marcelo Djian. Met Cruzeiro won hij in 1998 het Campeonato Mineiro en in 2000 de Copa do Brasil. In 2001 trok hij naar aartsrivaal Atlético Mineiro, waar hij tot 2003 speelde. 
Hij speelde twee keer voor het nationale elftal, in 1989 tegen Peru, en in 1992 tegen Finland. 